# Juha Gröhn
Juha Gröhn, född 1963, är verkställande direktör för Atriakoncernen sedan 2011, och har tidigare varit VD för Atria Finland (från 2006).